# Velika nagrada Frontieresa 1949
Velika nagrada Frontieresa 1949 je bila deseta dirka za Veliko nagrado v Sezoni Velikih nagrad 1949. Odvijala se je 5. junija 1949 v mestu Chimay. 

## Rezultati

### Dirka
| Poz | Dirkač        | Moštvo    | Dirkalnik         | Krogi | Čas/Odstop |
| --- | ------------- | --------- | ----------------- | ----- | ---------- |
| 1   | Guy Mairesse  | Privatnik | Talbot-Lago T26C  | 15    | 1:10:20.0  |
| 2   | Lance Macklin | Privatnik | Maserati 6CM      | 15    | 1:13:47.0  |
| 3   | Johnny Claes  | Privatnik | Talbot-Lago T26C  | 15    | 1:14:48.0  |
| 4   | Pierre Meyrat | Privatnik | Talbot-Lago T26SS | 15    | 1:14:48.2  |
| 5   | »Raph«        | Privatnik | Delahaye 135      | 13    | +2 kroga   |

- Najhitrejši krog: Guy Mairesse - 4:32.6